# Alegeri prezidențiale în Republica Moldova, noiembrie 2009
Alegerile prezidențiale din Republica Moldova au avut loc pe 10 noiembrie 2009 (prima tentativă) și  7 decembrie 2009 (alegerile repetate).
Președintele nu a fost ales deoarece opoziția comunistă a boicotat alegerile, fracțiunilor majorității parlamentare (PLDM, PL, PDM și AMN) lipsindu-le 8 voturi. Ca urmare a eșuării alegerii președintelui, apoi referendumului, eșuat din cauza prezenței reduse la vot (30.29%), președintele interimar Mihai Ghimpu a dizolvat parlamentul și a anunțat alegeri parlamentare anticipate pentru data de 28 noiembrie 2010.
Conform constituției, pentru alegerea președintelui Republicii Moldova este necesar votul a trei cincimi din numărul deputaților aleși (61 de voturi).

## Prima tentativă
- Nr. de deputați: 101
- Participanți la vot: 53
- Nr. de voturi valabile: 53

| Candidat    | Partid | Voturi |
| ----------- | ------ | ------ |
| Marian Lupu | PDM    | 53     |

## Alegerile repetate
- Nr. de deputați: 101
- Participanți la vot: 53
- Nr. de voturi valabile: 53

| Candidat    | Partid | Voturi |
| ----------- | ------ | ------ |
| Marian Lupu | PDM    | 53     |